# Féminisme carcéral
Le féminisme carcéral est le plaidoyer pour l'amélioration et l'augmentation des peines de prison qui sont en lien avec des questions féministes et des questions de genre[pas clair]. Il s'agit de la conviction que des peines de prison plus sévères et plus longues aideront à résoudre les problèmes liés[pas clair]. 

## Origine de l'expression
L'expression « féminisme carcéral » a été inventée par la sociologue féministe Elizabeth Bernstein dans son article de 2007, « The Sexual Politics of the "New Abolitionism" » ("La politique sexuelle du 'Nouvel Abolitionnisme'"). En examinant le mouvement contemporain contre le trafic d'êtres humains aux États-Unis, Bernstein a introduit le terme pour décrire un type d'activisme féministe qui qualifie toutes les formes de travail sexuel. Elle voit cela comme une étape rétrograde, suggérant que cela érode les droits des travailleuses du sexe, ce qui détourne l'attention d'autres questions féministes importantes et élargit l'agenda néolibéral. Bernstein a développé cette analyse pour montrer comment le féminisme est devenu plus généralement un moyen de propagation de la politique punitive aux États-Unis et à l'étranger.

## Contexte
Bernstein a fait valoir que le soutien féministe aux lois contre le trafic d'êtres humains qui assimilent la prostitution au trafic sexuel ont sapé les efforts des travailleuses du sexe elles-mêmes au cours des décennies précédentes pour s'organiser pour leurs droits, renforçant plutôt leur criminalisation. Les chrétiens évangéliques partagent cet engagement envers la loi et l'ordre dans le récit de Bernstein  et plus tard, Bernstein  attribue leur alliance au changement politique et économique plus large aux États-Unis d'un État providence redistributif vers un État « carcéral » qui favorise la criminalisation et l'incarcération. Elle a fait valoir que tant pour les féministes que pour les chrétiens évangéliques, la politique du genre et de la sexualité a déplacé l'attention de la famille (c'est-à-dire les problèmes de violence et d'avortements, respectivement) vers la sphère publique (c'est-à-dire le trafic sexuel). Dans ce glissement, le mouvement contre la traite d'êtres humains s'est lié avec une politique néolibérale. Dans son article, « Carceral Politics as Gender Justice ? »  (La politique carcérale comme justice de genre ?), Bernstein a développé cette analyse en utilisant le cas du mouvement contre le trafic d'êtres humains pour montrer comment le féminisme est devenu plus généralement un moyen de propagation de la politique punitive aux États-Unis et à l'étranger. 

## Autres domaines
Les universitaires féministes ont décrit la trajectoire de l'activisme féministe dans d'autres sphères de la même manière. Dans leurs études sur les campagnes féministes autour des questions de violence domestique et d'agression sexuelle, par exemple, la sociologue Beth Richie et la théoricienne politique Kristin Bumiller ont retracé l'évolution du mouvement féministe anti-violence aux États-Unis à partir de son origine, où il se concentrait sur la transformation sociale, jusqu'à sa dépendance presque omniprésente envers la loi et l'application des lois aujourd'hui. Une tendance similaire a été décrite en dehors du contexte américain - par exemple, Miriam Ticktin fait valoir que les oppositions à l'immigration dans les campagnes féministes contre la violence sexuelle en France ont servi le contrôle des frontières et d'autres formes de police. 

## Critiques des militantes et discussion avec les médias
Les militantes ont également contesté ce mode de féminisme. Les féministes impliquées dans le mouvement pour l'abolition des prisons, en particulier, ont critiqué les alliances féministes avec les prisons et la police. L'organisation militante nationale Incite! Women of Color Against Violence par exemple s'est formée en 2000 avec la conviction que le système de justice pénale cause davantage de tort aux femmes, aux personnes non conformes au genre et aux personnes trans non-blanches victimes de violence interpersonnelle. Depuis son introduction en 2007, le terme de « féminisme carcéral » a été largement utilisé par les militantes pour faire de telles critiques et a fait son chemin dans les discussions et les débats sur le net, comme sur Twitter et Vox. 

## Violence sexuelle et domestique
Selon l'ACLU, « 79% des femmes dans les prisons fédérales et d'État ont signalé des violences physiques et plus de 60% ont signalé des abus sexuels passés », et en outre, « jusqu'à 90% des femmes incarcérées aujourd'hui pour avoir tué des hommes avaient déjà été battues par ces hommes». Cela signifie que de nombreuses femmes incarcérées sont victimes de violences sexuelles qui peuvent avoir déclenché les crimes pour lesquels elles ont été inculpées en raison des violences sexuelles qu'elles ont subies. Le mouvement féministe anti-carcéral pousse à résoudre ce problème et à lutter contre la criminalisation et l'incarcération des femmes victimes de violences sexuelles et domestiques. 
L'Organisation Survived and Punished est une initiative créée pour aider à mettre en lumière ces injustices qui a commencé en 2015. Cette organisation reconnaît que bon nombre de ces femmes, femmes transgenres et personnes non conformes au genre ont subi des violences sexuelles et/ou domestiques. Dans de nombreux cas, cette histoire de violence sexuelle pourrait donner une raison à leur crime. L'organisation explique également comment, une fois en prison, beaucoup de ces personnes sont soumises à davantage de violences sexuelles ou de harcèlement de la part des gardiens ou d'autres personnes. L'organisation cherche à aider les femmes qui, en raison des violences sexuelles qu'elles subissaient, le crime qu'elles ont commis devrait être potentiellement reconnu comme un acte de légitime défense. Il y a aussi des circonstances où les femmes sont contraintes d'être complices. Dans l'ensemble, cette organisation cherche à rectifier un système qui, selon elle, cible à tort les groupes minoritaires, les personnes de couleur et les femmes. 
L'ACLU explique que « la peine d'emprisonnement moyenne des hommes qui tuent leur partenaire féminine est de 2 à 6 ans. Les femmes qui tuent leur partenaire sont condamnées en moyenne à 15 ans, même si la plupart des femmes qui tuent leur partenaire le font pour se protéger des violences initiées par leur partenaire ». Cela signifie que les femmes sont plus sévèrement poursuivies pour le même crime lorsque, dans de nombreux cas, ce crime était une réponse à la violence de leur partenaire. Sur la base de cette statistique, on peut voir qu'il existe une certaine inégalité dans la durée des peines entre les sexes. Cela fait allusion à la possibilité que le féminisme carcéral puisse entraîner une augmentation de la souffrance et de la persécution des groupes minoritaires. 
Un autre exemple de la façon dont le féminisme carcéral peut affecter les groupes minoritaires peut être vu en examinant le cas de The Central Park Five. En 1989, cinq adolescents afro-américains et latino-américains ont été arrêtés et condamnés pour le viol brutal de Trisha Meili dans Central Park à New York . Tous ont été condamnés à des peines de prison allant de 6 à 13 ans. Cependant, avec les progrès de la technologie et l'ajout de preuves ADN, il a été révélé que le seul auteur du viol était Matias Reyes, ce qui signifie que les cinq autres hommes étaient innocents. Il s'agit d'un cas où, en raison des peines et des sanctions pénales sévères associées aux cas de viol, cela peut conduire à de la persécution injustifiée de personnes potentiellement innocentes. De plus, dans ce cas, les groupes minoritaires peuvent être, en conséquence, plus négativement affectés par les sanctions plus sévères que le féminisme carcéral vise justement à soutenir. 